# Holmtjärnen (Våmhus socken, Dalarna)
Holmtjärnen är en sjö i Mora kommun i Dalarna och ingår i Dalälvens huvudavrinningsområde.